# Tiro ai Giochi della XXXIII Olimpiade - Pistola 10 metri aria compressa maschile
La gara di pistola 10 metri aria compressa maschile dei Giochi della XXXIII Olimpiade si è svolta il 27 e 29 luglio 2024. Hanno partecipato 33 atleti.
Il vincitore della gara è stato il cinese Xie Yu.

## Record
Prima della competizione, i record olimpici e mondiali erano i seguenti:
| Qualificazione  | Qualificazione   | Qualificazione | Qualificazione          | Qualificazione   |
| --------------- | ---------------- | -------------- | ----------------------- | ---------------- |
| Record mondiale | Jin Jong-oh      | 594            | Changwon, Corea del Sud | 12 aprile 2009   |
| Record olimpico | Michail Nestruev | 591            | Atene, Grecia           | 14 agosto 2004   |
| Finale          |                  |                |                         |                  |
| Record mondiale | Song Guk Kim     | 246,5          | Doha, Qatar             | 11 novembre 2019 |
| Record olimpico | Javad Foroughi   | 244.8          | Tokyo, Giappone         | 24 luglio 2021   |

## Programma
| Data           | Ora (CEST/UTC+2) | Turno          |
| -------------- | ---------------- | -------------- |
| 27 luglio 2024 | 10:30            | Qualificazioni |
| 28 luglio 2024 | 09:30            | Finale         |

## Turno di qualificazione
| Posizione | Atleta                | Nazione                   | 1  | 2  | 3   | 4   | 5   | 6  | Total | 10 | Note |
| --------- | --------------------- | ------------------------- | -- | -- | --- | --- | --- | -- | ----- | -- | ---- |
| 1         | Damir Mikec           | Serbia                    | 99 | 97 | 96  | 98  | 97  | 97 | 584   | 17 | QF   |
| 2         | Federico Nilo Maldini | Italia                    | 96 | 97 | 95  | 98  | 99  | 96 | 581   | 16 | QF   |
| 3         | Christian Reitz       | Germania                  | 95 | 97 | 96  | 97  | 100 | 95 | 580   | 22 | QF   |
| 4         | Lee Won-ho            | Corea del Sud             | 98 | 98 | 95  | 95  | 95  | 99 | 580   | 19 | QF   |
| 5         | Paolo Monna           | Italia                    | 95 | 97 | 97  | 97  | 98  | 95 | 579   | 18 | QF   |
| 6         | Xie Yu                | Cina                      | 98 | 96 | 94  | 96  | 97  | 98 | 579   | 16 | QF   |
| 7         | Enkhtaivany Davaakhüü | Mongolia                  | 96 | 96 | 96  | 96  | 96  | 98 | 578   | 21 | QF   |
| 8         | Walter Robin          | Germania                  | 96 | 98 | 93  | 97  | 97  | 96 | 577   | 17 | QF   |
|           |                       |                           |    |    |     |     |     |    |       |    |      |
| 9         | Sarabjot Singh        | India                     | 94 | 97 | 96  | 100 | 93  | 97 | 577   | 16 |      |
| 10        | İsmail Keleş          | Turchia                   | 96 | 97 | 95  | 96  | 97  | 96 | 577   | 15 |      |
| 11        | Viktor Bankin         | Ucraina                   | 97 | 96 | 93  | 96  | 96  | 98 | 576   | 20 |      |
| 12        | Pavlo Korostylov      | Ucraina                   | 97 | 98 | 98  | 93  | 95  | 95 | 576   | 20 |      |
| 13        | Yusuf Dikeç           | Turchia                   | 97 | 96 | 100 | 95  | 94  | 94 | 576   | 18 |      |
| 14        | Cho Yeong-jae         | Corea del Sud             | 96 | 98 | 96  | 95  | 98  | 92 | 575   | 21 |      |
| 15        | Nikita Chiryukin      | Kazakistan                | 93 | 98 | 94  | 96  | 99  | 95 | 575   | 19 |      |
| 16        | Kiril Kirov           | Bulgaria                  | 96 | 96 | 96  | 95  | 95  | 97 | 575   | 16 |      |
| 17        | Michele Esercitato    | Canada                    | 99 | 96 | 95  | 96  | 95  | 94 | 575   | 13 |      |
| 18        | Arjun Singh Cheema    | India                     | 96 | 97 | 97  | 94  | 93  | 97 | 574   | 17 |      |
| 19        | Zhang Bowen           | Cina                      | 95 | 97 | 94  | 97  | 95  | 95 | 573   | 21 |      |
| 20        | Jason Solari          | Svizzera                  | 94 | 94 | 95  | 96  | 96  | 98 | 573   | 13 |      |
| 21        | Lauris Strautmanis    | Lettonia                  | 96 | 93 | 96  | 95  | 96  | 96 | 572   | 18 |      |
| 22        | Gulfam Joseph         | Pakistan                  | 96 | 91 | 96  | 96  | 98  | 94 | 571   | 19 |      |
| 23        | Matej Rampula         | Rep. Ceca                 | 96 | 92 | 95  | 96  | 97  | 95 | 571   | 16 |      |
| 24        | Ruslan Lunev          | Azerbaigian               | 95 | 91 | 98  | 92  | 97  | 98 | 571   | 13 |      |
| 25        | Juraj Tužinský        | Slovacchia                | 94 | 97 | 94  | 92  | 97  | 97 | 571   | 13 |      |
| 26        | Johnathan Wong        | Malaysia                  | 96 | 95 | 97  | 95  | 93  | 94 | 570   | 15 |      |
| 27        | Diego Santiago Parra  | Cile                      | 94 | 94 | 92  | 97  | 94  | 97 | 568   | 16 |      |
| 28        | Florian Fouquet       | Francia                   | 93 | 93 | 94  | 93  | 96  | 94 | 566   | 18 |      |
| 29        | Samir Bouchireb       | Algeria                   | 99 | 91 | 93  | 94  | 91  | 95 | 563   | 11 |      |
| 30        | Francisco Centeno     | Atleti Olimpici Rifugiati | 95 | 95 | 92  | 95  | 93  | 92 | 562   | 9  |      |
| 31        | Philipe Chateaubrian  | Brasile                   | 96 | 93 | 91  | 92  | 95  | 94 | 561   | 13 |      |
| 32        | Mohammed bin Dallah   | Libia                     | 91 | 91 | 93  | 95  | 92  | 93 | 555   | 9  |      |
| 33        | Philip Elhage         | Aruba                     | 87 | 91 | 93  | 96  | 95  | 92 | 554   | 7  |      |

## Finale
| Pos. | Atleta                | Nazione       | 1    | 2     | 3     | 4     | 5     | 6     | 7     | 8     | 9     | Totale |
| ---- | --------------------- | ------------- | ---- | ----- | ----- | ----- | ----- | ----- | ----- | ----- | ----- | ------ |
|      | Xie Yu                | Cina          | 50.2 | 99.2  | 120.5 | 140.3 | 160.7 | 180.9 | 201.1 | 220.9 | 240.9 | 240.9  |
|      | Federico Nilo Maldini | Italia        | 50.1 | 100.1 | 120.4 | 140.7 | 161.6 | 181.7 | 200.6 | 220.2 | 240.0 | 240.0  |
|      | Paolo Monna           | Italia        | 51.6 | 101.4 | 120.6 | 141.3 | 160.1 | 181.2 | 199.8 | 218.6 | N.D.  | 218.6  |
| 4    | Lee Won-ho            | Corea del Sud | 48.9 | 98.5  | 119.0 | 139.2 | 158.8 | 178.1 | 197.9 | N.D.  | N.D.  | 198.9  |
| 5    | Christian Reitz       | Germania      | 48.5 | 98.6  | 118.6 | 139.1 | 159.0 | 177.6 | N.D.  | N.D.  | N.D.  | 176.6  |
| 6    | Walter Robin          | Germania      | 48.4 | 98.6  | 118.3 | 137.9 | 158.4 | N.D.  | N.D.  | N.D.  | N.D.  | 158.2  |
| 7    | Damir Mikec           | Serbia        | 49.0 | 97.1  | 117.7 | 136.9 | N.D.  | N.D.  | N.D.  | N.D.  | N.D.  | 137.4  |
| 8    | Enkhtaivany Davaakhüü | Mongolia      | 47.7 | 95.9  | 115.7 | N.D.  | N.D.  | N.D.  | N.D.  | N.D.  | N.D.  | 115.8  |